# Braemar Castle
Braemar Castle is een kasteel in de buurt van de plaats Braemar in Aberdeenshire, Schotland. Het kasteel is sinds 2008, na restauratie, toegankelijk voor het publiek en wordt gehuurd door een lokale liefdadigheidsinstelling.
Al vanaf de late middeleeuwen stond hier een kasteel in het bezit van de earls van Mar. Het verving het 11e-eeuwse Kindrochit Castle, vlak in de buurt. Braemar Castle werd voor het eerst, in 1628, van een toren voorzien door een zoon van John Erskine. Het speelde een rol tijdens de opstand van de Jacobieten tijdens de 18e eeuw en was vervallen tot ruïne in 1748.
Ten tijde van de regering van koningin Victoria was het kasteel de verblijfplaats van de laird van de clan Farquharson. Hij ontving koningin Victoria in het kasteel tijdens een van de Braemar gatherings.